# Gare d'Ath
La gare d'Ath est une gare ferroviaire belge des lignes 90, de Denderleeuw à Jurbise et 94, de Hal à Froyennes (frontière), située à proximité du centre-ville d'Ath dans la province de Hainaut en région wallonne.
Elle est mise en service en 1847 par la Compagnie du chemin de fer de Tournai à Jurbise, qui en remet l'exploitation aux Chemins de fer de l'État belge. C'est une gare de la Société nationale des chemins de fer belges (SNCB) desservie par des trains InterCity (IC), Omnibus (L) et d'Heure de pointe (P).

## Situation ferroviaire
Établie à 34 mètres d'altitude, la gare d'Ath est située au point kilométrique (PK) 40,100 (de Denderleeuw) et 15,600 (de Jurbise) de la ligne 90, de Denderleeuw à Jurbise, entre les gares de Rebaix et de Maffle. C'est une gare de bifurcation avec la ligne 94, de Hal à Froyennes (frontière).

## Histoire

### Origines
Dans les années 1840, lorsque fut mise en chantier la première ligne passant par Ath, il n'était pas encore prévu de réaliser une ligne directe entre Bruxelles et Tournai.
La création d'une ligne de Tournai à Ath et Jurbise était prévue par la loi du 26 mai 1837 mais l’État préféra s’en remettre au privé. Après une première demande en 1836, restée sans suite, cette ligne fut concédée à la Compagnie du chemin de fer de Tournai à Jurbise et de Landen à Hasselt par la loi du 16 mai 1845. Les travaux de la ligne furent rendus compliqués par la présence des fortifications, qui furent démantelées peu après la construction du chemin de fer.
La station d'Ath est mise en service le 30 octobre 1847 par les Chemins de fer de l'État belge, lorsqu'ils ouvrent à l'exploitation les sections de Tournai à Ath et d'Ath à Maffle construites par la Compagnie du chemin de fer de Tournai à Jurbise.
Elle devient une gare de bifurcation le 9 avril 1855 lorsque la Compagnie du chemin de fer de Dendre-et-Waes ouvre à l’exploitation la section d'Ath à Grammont, prolongée vers Denderleeuw et Bruxelles entre 1855 et 1856. La Compagnie Dendre-et-Waes fit également exploiter son réseau par les Chemins de fer de l’État belge.
Le 16 janvier 1866, la Société anonyme du chemin de fer direct de Bruxelles à Lille et Calais met en service, pour le compte de l’État belge, la section de Hal à Ath qui constitue le chaînon manquant entre Bruxelles, Tournai et Lille.
L’État racheta par la suite les lignes concédées à ces sociétés privées.
En 1858, on transforme l'ancien bâtiment de la porte de Mons en magasin (halle à marchandises).
En 1892, le bâtiment d'origine, devenu trop exigu, est remplacé par un grand édifice de style néo-Renaissance flamande, dû à l’architecte des Chemins de fer de l’État belge G.F. De Blieck. Une grande halle à marchandises du même style a également été érigée.
Contrairement à la plupart des lignes principales de la SNCB, électrifiées dans les années 1950 et 1960, la ligne 94 de Hal à Tournai et à la frontière française était encore exploitée en traction diesel au début des années 1980, tout comme la ligne 90, de Grammont à Jurbise.
- entre 1984 et 1985, la SNCB ferme la plupart des petites gares entre Hal et Tournai et réalise l'électrification de la ligne ; un nouveau tracé remplace le tracé d'origine, plus tortueux, entre Ath et Enghien ;
- en 1988, la ligne 90 est électrifiée à son tour entre Grammont, Ath et Jurbise.

Entre 2009 et 2016, la gare fut rénovée (amélioration de l'accessibilité, remise en état des façades et de l'intérieur, renouvellement de la toiture...).

## Service des voyageurs

### Accueil
Gare SNCB, elle dispose d'un bâtiment voyageurs, avec guichets, ouvert tous les jours. Des aménagements, équipements et services sont à la disposition des personnes à la mobilité réduite. Un buffet est présent en gare.
Un passage souterrain permet la traversée des voies et le passage d'un quai à l'autre.

### Desserte
Ath est desservie par des trains InterCity (IC), Omnibus (L) et d'Heure de pointe (P) de la SNCB, qui effectuent des missions sur les lignes commerciales 90 (Ath - Grammont - Denderleeuw), 90C (Jurbise - Ath) et 94 (Hal - Froyennes), (voir brochures SNCB en lien externe).

#### Semaine
La desserte régulière comprend trois trains par heure : des trains IC-06 entre Tournai et Bruxelles-Aéroport-Zaventem (toutes les heures) ; des IC-26 entre Courtrai, Tournai et Saint-Nicolas via Bruxelles (toutes les heures) et des trains L entre Mouscron et Grammont via Lessines.
Une série de trains supplémentaires se rajoute en heure de pointe :
- deux trains IC-18, le matin, de Tournai à Bruxelles-Midi qui continuent ensuite vers Namur et Liège-Saint-Lambert ;
- deux trains P de Mouscron à Schaerbeek (le matin) ;
- trois trains P de Grammont à Ath (le matin) ;
- un train P, dans chaque sens, entre Ath et Mons (le matin) ;
- un unique train P d'Ath à Jurbise (vers midi) ;
- un train P d'Ath à Grammont (vers midi) ;
- deux trains IC-18 de Liège-Saint-Lambert à Tournai via Namur et Bruxelles (l’après-midi) ;
- deux trains P de Mouscron à Schaerbeek (l’après-midi) ;
- un train P de Mons à Grammont (l’après-midi) ;
- deux trains P d'Ath à Tournai (l’après-midi) ;
- un train P de Mons à Ath (l’après-midi) ;
- un train P d'Ath à Grammont (tard le soir).

#### Week-ends et fériés
La desserte se résume à deux trains chaque heure : IC-06 effectuant le même parcours qu’en semaine et L de Quévy (Mons) à Grammont.
Le dimanche soir, en période scolaire, circule un unique train P de Mouscron à Louvain-la-Neuve, via Bruxelles.

### Intermodalité
Un parc pour les vélos et un parking pour les véhicules y sont aménagés.

## Comptage voyageurs
Ce graphique et tableau montre le nombre de voyageurs embarquant en moyenne durant la semaine, le samedi et le dimanche.
| Nombre de passagers qui embarquent à la gare d'Ath | Nombre de passagers qui embarquent à la gare d'Ath | Nombre de passagers qui embarquent à la gare d'Ath | Nombre de passagers qui embarquent à la gare d'Ath |
|                                                    | Semaine                                            | Samedi                                             | Dimanche                                           |
| -------------------------------------------------- | -------------------------------------------------- | -------------------------------------------------- | -------------------------------------------------- |
| 1977                                               | 6 058                                              | 1 056                                              | 874                                                |
| 1978                                               | 5 891                                              | 1 099                                              | 794                                                |
| 1979                                               | 6 028                                              | 1 136                                              | 818                                                |
| 1980                                               | 5 787                                              | 936                                                | 799                                                |
| 1981                                               | 5 723                                              | 1 025                                              | 751                                                |
| 1982                                               | 5 031                                              | 825                                                | 750                                                |
| 1983                                               | 6 289                                              | 740                                                | 727                                                |
| 1984                                               | 5 602                                              | 786                                                | 820                                                |
| 1985                                               | 5 629                                              | 1 000                                              | 894                                                |
| 1986                                               | 5 992                                              | 768                                                | 698                                                |
| 1987                                               | 4 844                                              | 836                                                | 779                                                |
| 1988                                               | 5 725                                              | 791                                                | 863                                                |
| 1989                                               | 5 631                                              | 863                                                | 776                                                |
| 1990                                               | 5 019                                              | 883                                                | 883                                                |
| 1991                                               | 5 486                                              | 839                                                | 780                                                |
| 1992                                               | 5 045                                              | 818                                                | 803                                                |
| 1993                                               | 5 021                                              | 688                                                | 685                                                |
| 1994                                               | 5 264                                              | 999                                                | 954                                                |
| 1995                                               | 4 864                                              | 735                                                | 773                                                |
| 1996                                               | 5 240                                              | 650                                                | 493                                                |
| 1997                                               | 5 338                                              | 938                                                | 865                                                |
| 1998                                               | 4 842                                              | 1 039                                              | 1 078                                              |
| 1999                                               | 4 729                                              | 845                                                | 650                                                |
| 2000                                               | 4 623                                              | 958                                                | 883                                                |
| 2001                                               | 4 680                                              | 820                                                | 798                                                |
| 2002                                               | 4 409                                              | 904                                                | 872                                                |
| 2003                                               | 4 972                                              | 960                                                | 958                                                |
| 2004                                               | 4 536                                              | 946                                                | 868                                                |
| 2005                                               | 4 873                                              | 1 160                                              | 1 057                                              |
| 2006                                               | 5 236                                              | 1 004                                              | 1 078                                              |
| 2007                                               | 5 018                                              | 1 092                                              | 1 120                                              |
| 2008                                               | -                                                  | -                                                  | -                                                  |
| 2009                                               | 4 693                                              | 952                                                | 976                                                |
| 2010                                               | -                                                  | -                                                  | -                                                  |
| 2011                                               | -                                                  | -                                                  | -                                                  |
| 2012                                               | 5 221                                              | 1 068                                              | 1 100                                              |
| 2013                                               | 5 483                                              | 1 001                                              | 806                                                |
| 2014                                               | 5 745                                              | 1 245                                              | 1 060                                              |
| 2015                                               | 5 339                                              | 928                                                | 937                                                |
| 2016                                               | 5 426                                              | 1 330                                              | 1 326                                              |
| 2017                                               | 5 614                                              | 1 489                                              | 1 705                                              |
| 2018                                               | 5 334                                              | 3 120                                              | 2 593                                              |
| 2019                                               | 5 256                                              | 1 592                                              | 1 712                                              |
| 2020                                               | 3 665                                              | 1 699                                              | 1 860                                              |
| 2021                                               | -                                                  | -                                                  | -                                                  |
| 2022                                               | 5 063                                              | 1 831                                              | 1 529                                              |
| 2023                                               | 4 287                                              | 2 385                                              | 2 455                                              |
| 2024                                               | 4 985                                              | 1 866                                              | 1 967                                              |

Galerie de photographies
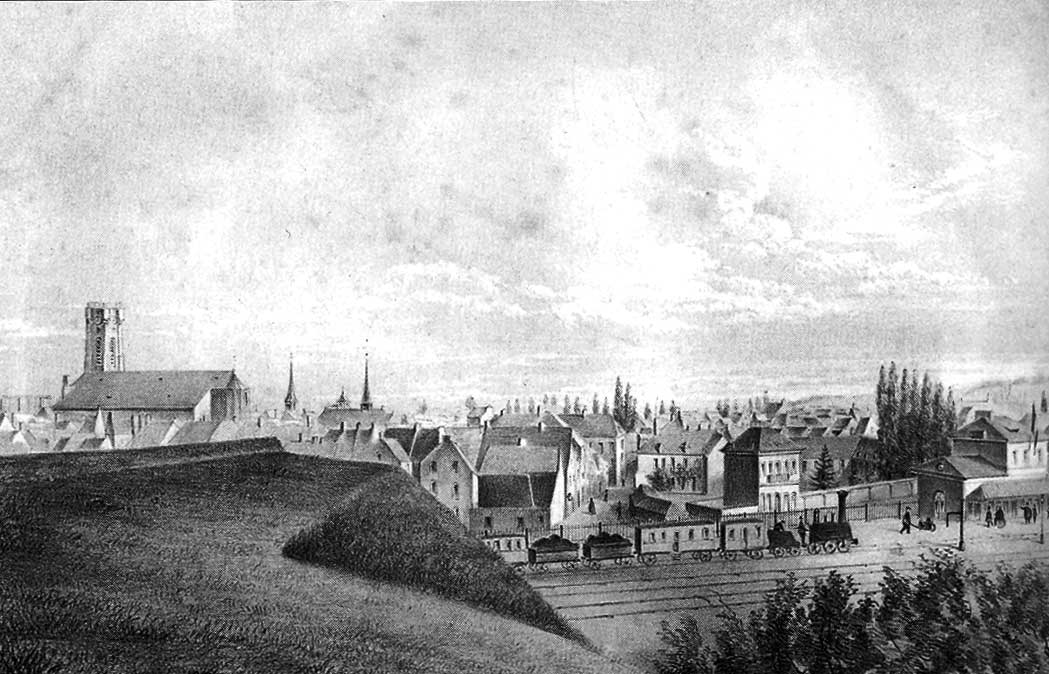
Gravure représentant la ville et le bâtiment d’origine (à droite).
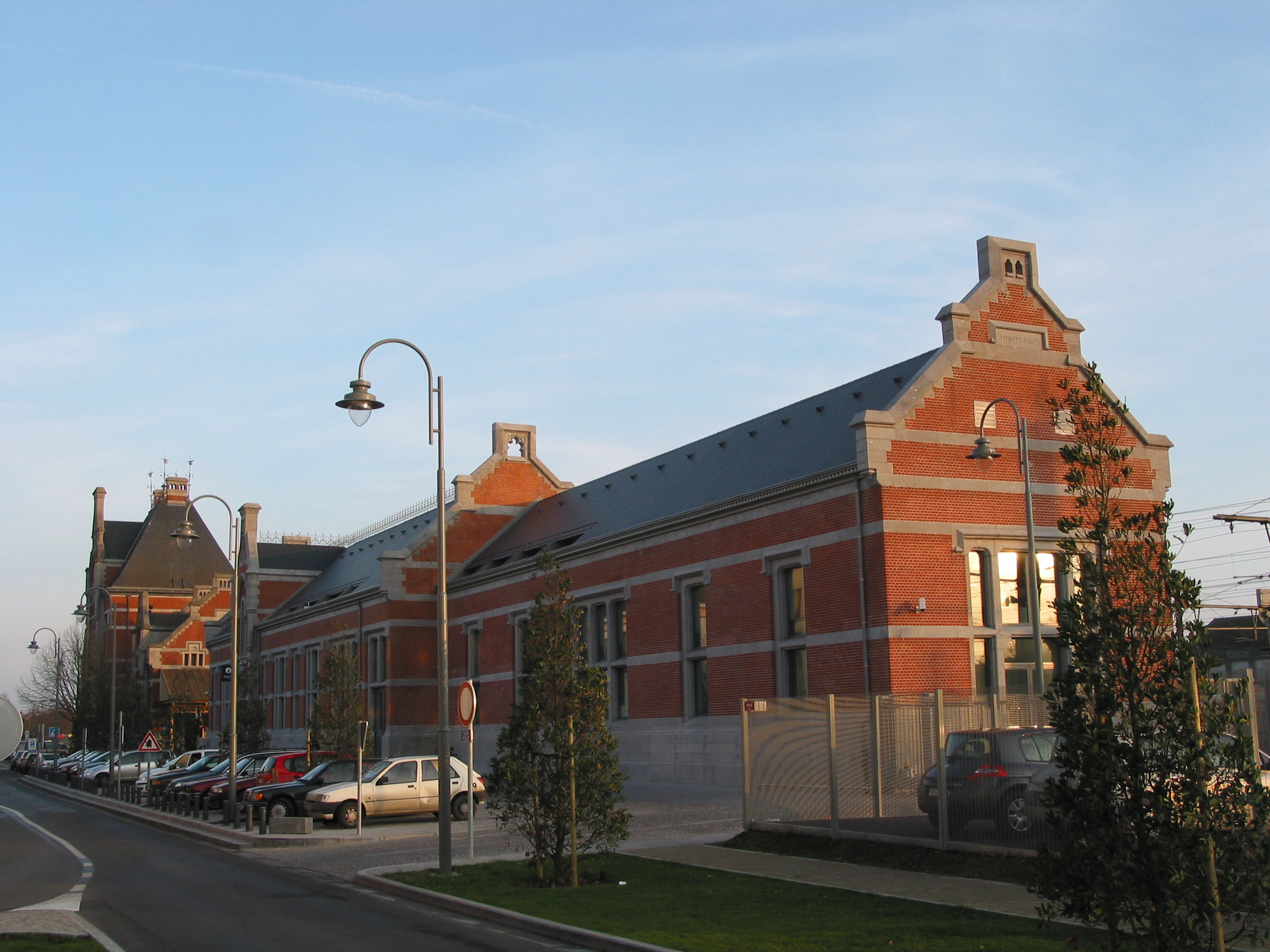
Parking et ancien bâtiment des postes.
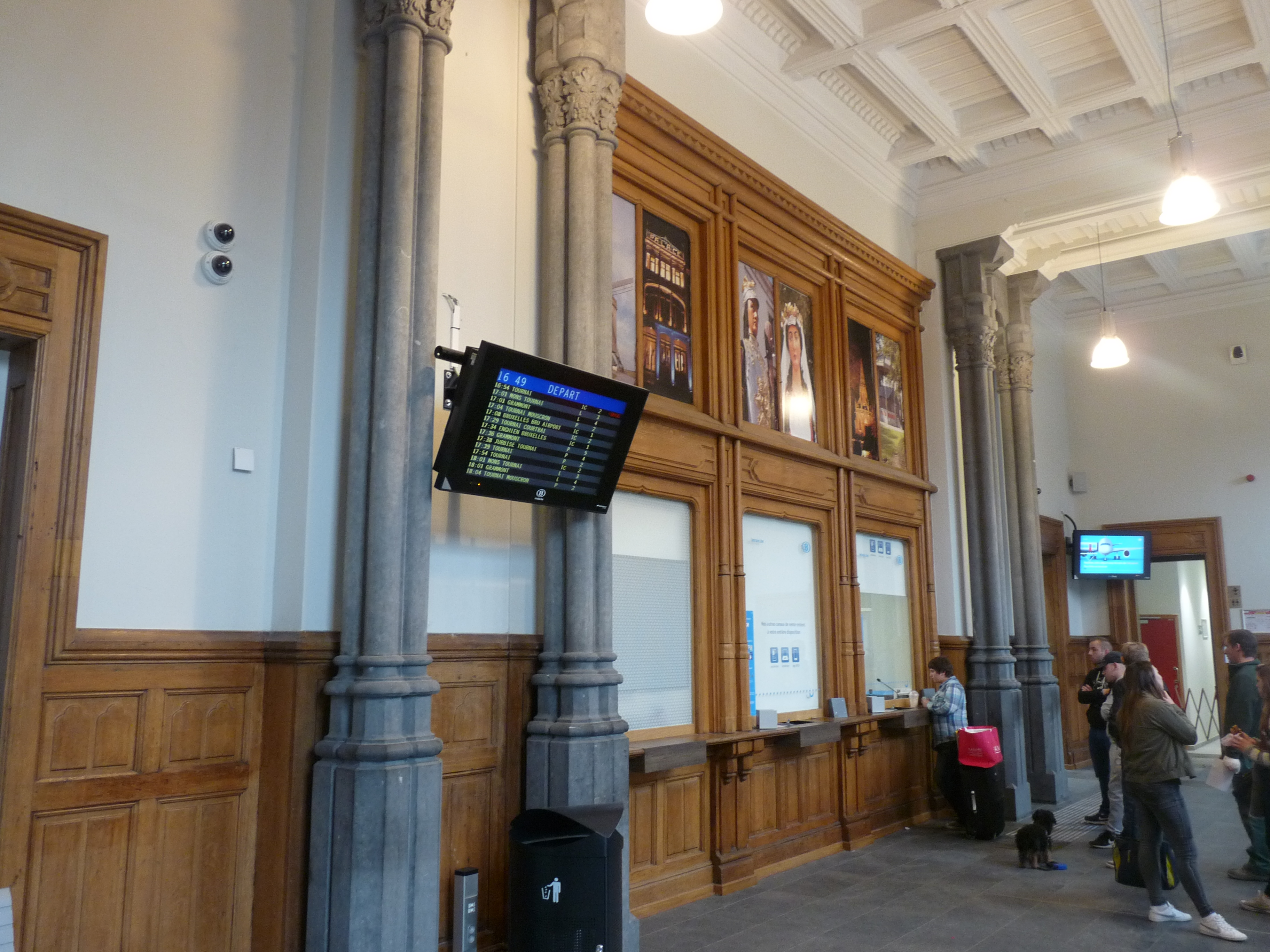
Guichets de la gare.
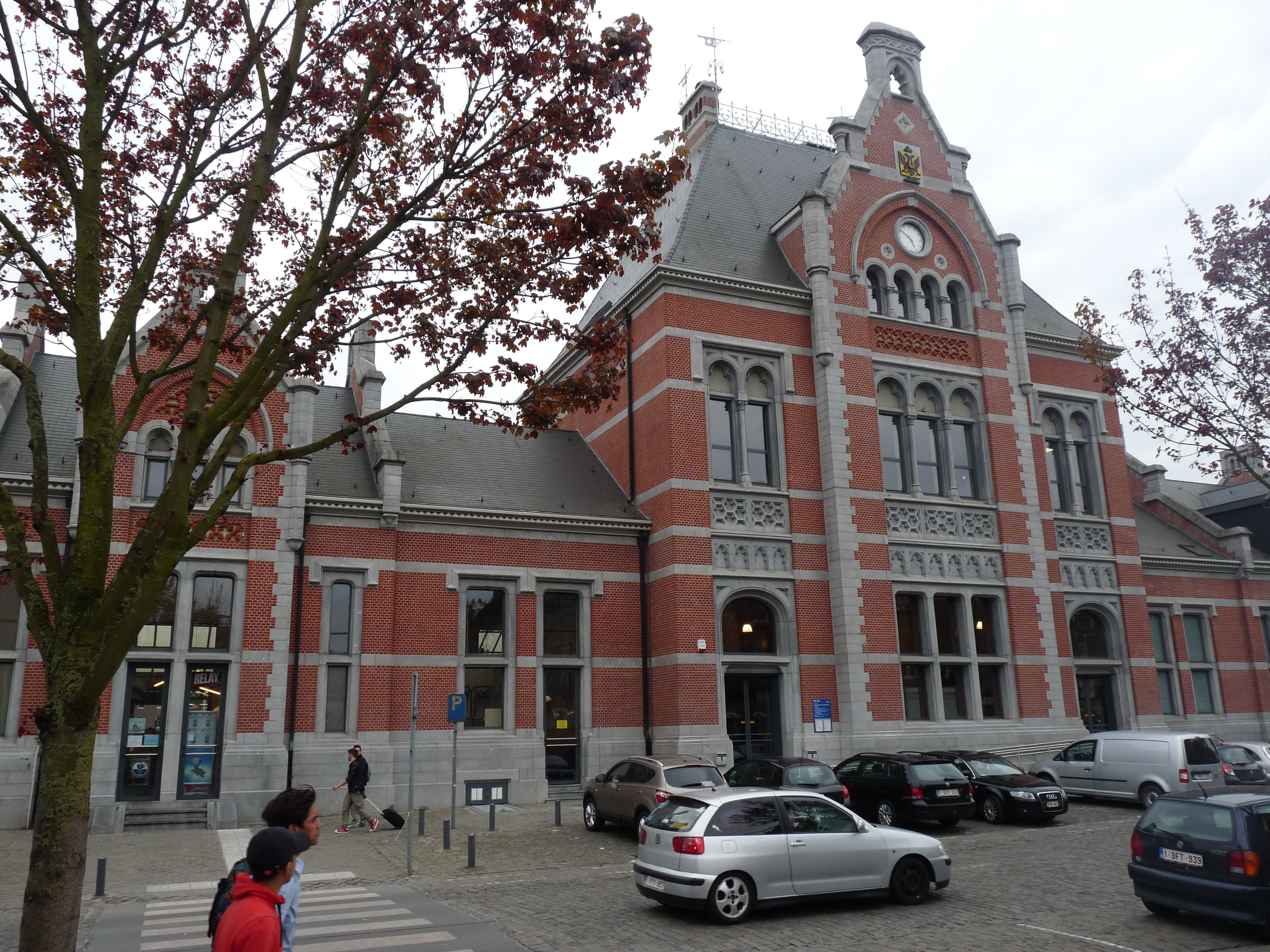
Bâtiment côté rue.
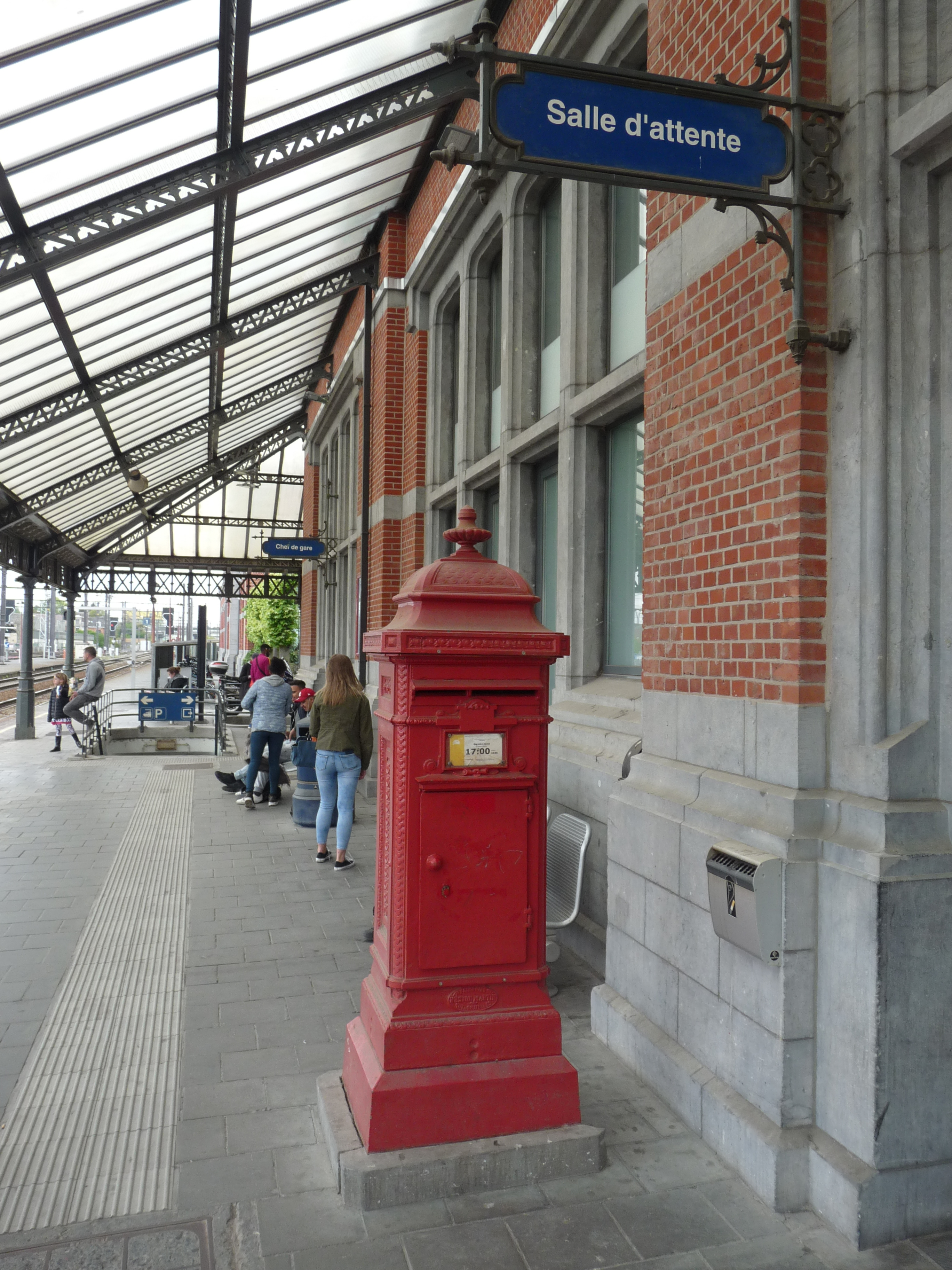
Quai et marquise.

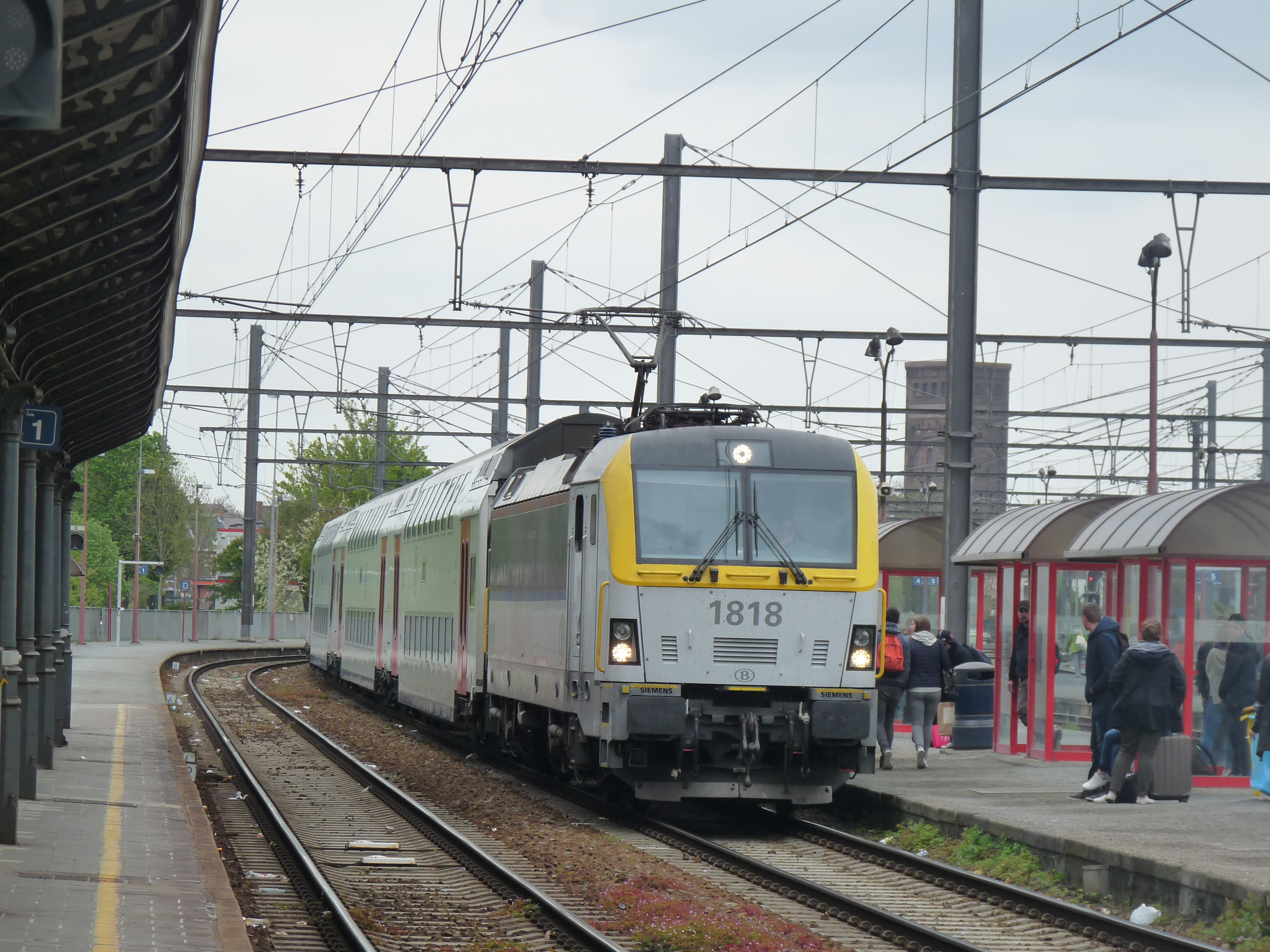
Train à quai (2017).
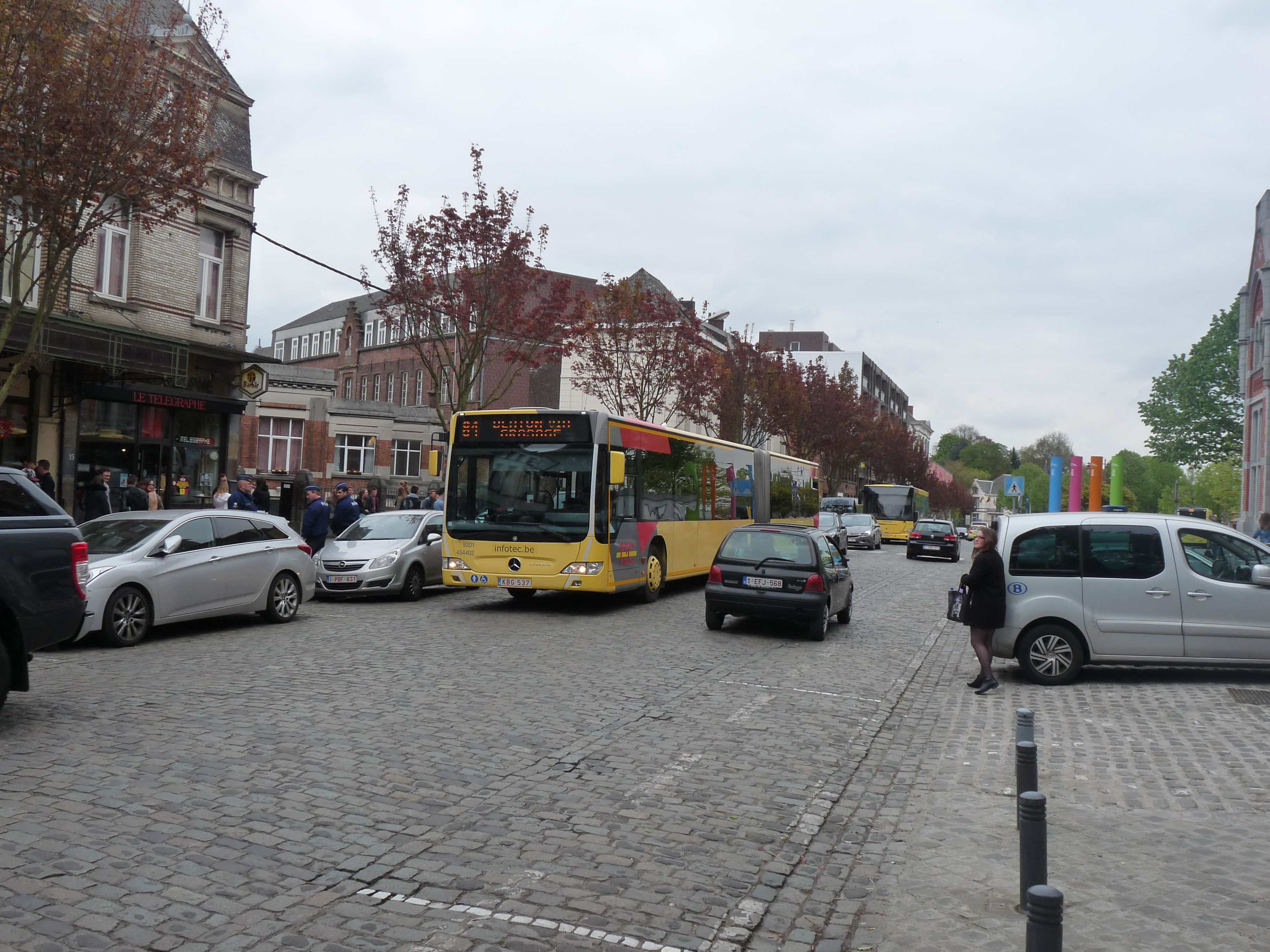
Autobus devant la gare (2017).
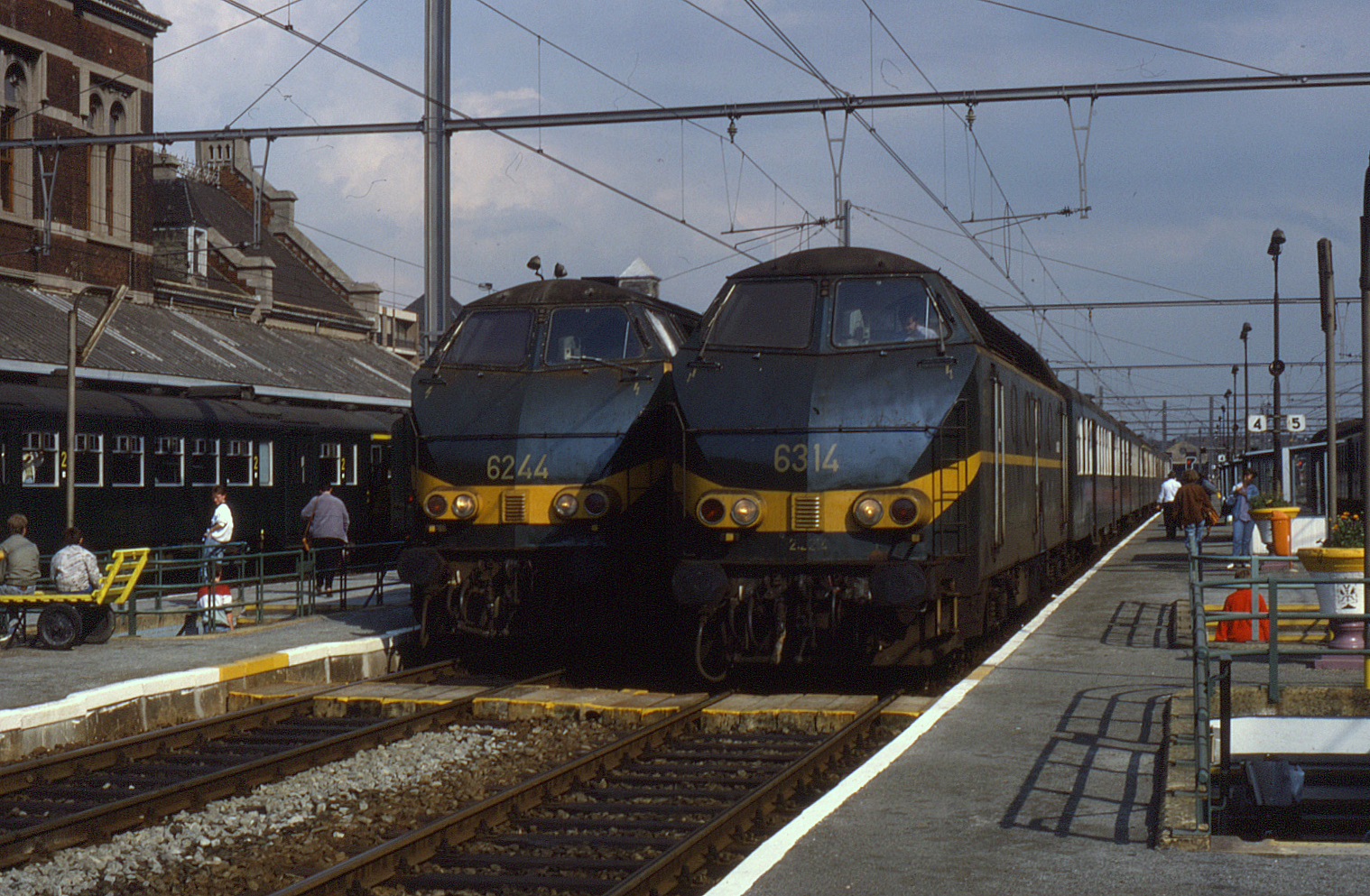
Trains à quai (1987).
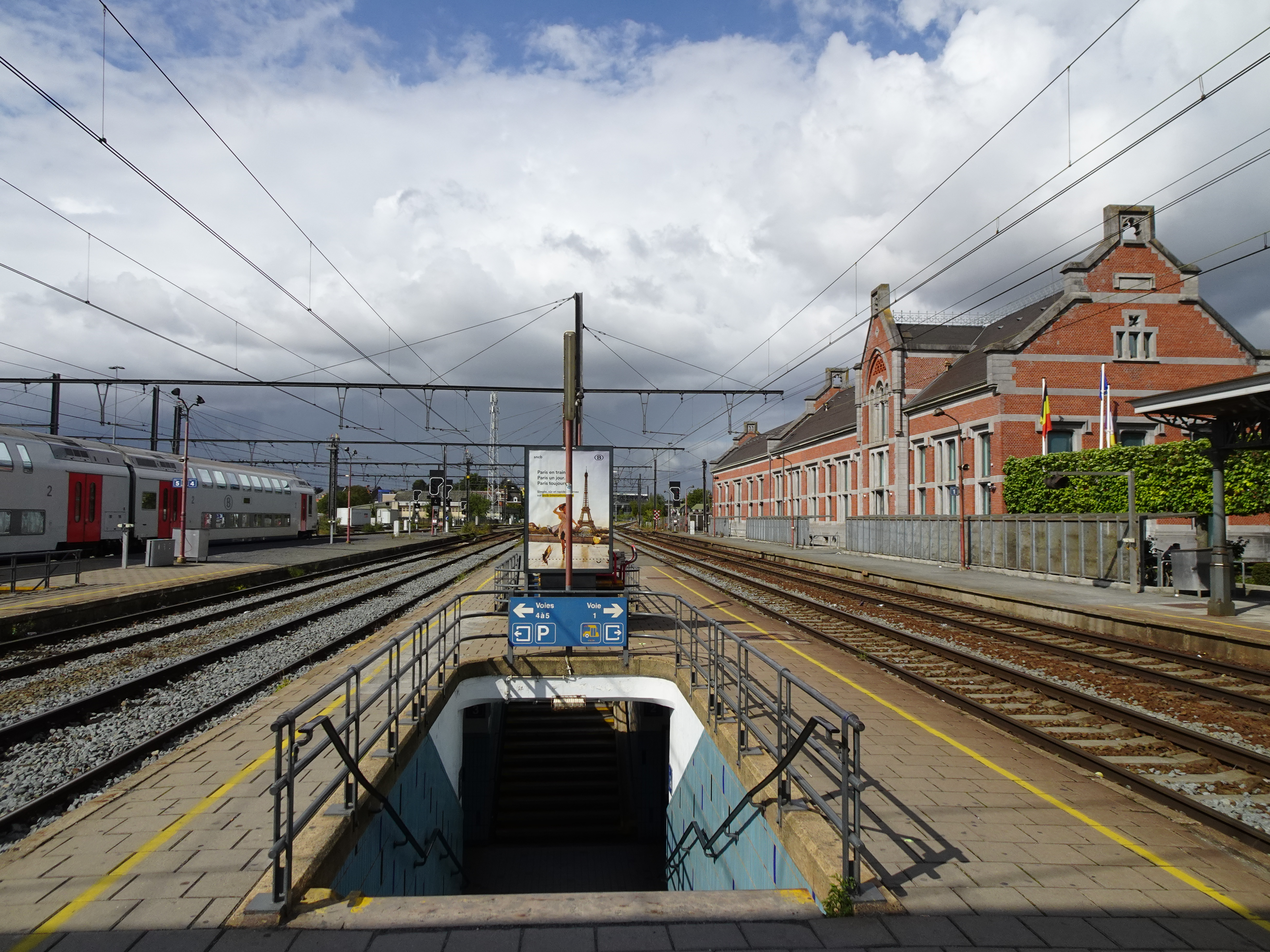
Quais de la gare (2019).

## Service des marchandises
La gare dispose de l'infrastructure et du personnel permettant la réception de trains de marchandises d'une longueur égale ou inférieur à 395 mètres.